# Droga krajowa nr 164 (Kostaryka)
Droga krajowa nr 164 (hiszp. Ruta Nacional Secundaria 164/Ruta 164) – jedna z dróg krajowych w Kostaryce. Znajduje się ona w prowincjach Alajuela i Guanacaste.

## Opis
W prowincji Alajuela droga krajowa nr 164 przebiega przez kanton Upala (przez dystrykty Upala, Aguas Claras, Delicias i Canalete).
W prowincji Guanacaste droga krajowa nr 164 przebiega przez kanton Bagaces (przez dystryktt Bagaces i Mogote).